# جیووانی اسکامپینی
جیووانی اسکامپینی (انگلیسی: Giovanni Scampini؛ زادهٔ ۸ نوامبر ۱۹۹۱) بازیکن فوتبال اهل ایتالیا است.
از باشگاه‌هایی که در آن بازی کرده‌است می‌توان به باشگاه فوتبال آ.ث. میلان و باشگاه فوتبال پیزا اشاره کرد.